# Мітола
Мі́тола (рос. Митола) — село в Кіровському районі Ленінградської області, Росія.